# تانر سميث
تانر سميث (30 مارس 1990 في الولايات المتحدة - ) (بالإنجليزية: Tanner Smith)‏ هو لاعب كرة سلة أمريكي في مركز مدافع مسدد الهدف. لعب مع نيكار ريزن لودفيغسبورغ.

## وصلات خارجية
- تانر سميث على موقع كلية كرة السلة في سبورتس رفرنس.كوم (الإنجليزية)
- تانر سميث على موقع بروبوليرز (الإنجليزية)